# Максимилиан, герцог Баварский
Максимилиан Иосиф Баварский (нем. Maximilian Joseph in Bayern; 4 декабря 1808, Бамберг — 15 ноября 1888, Мюнхен) — герцог Баварский из семьи Виттельсбахов.

## Биография
Максимилиан был единственным сыном герцога Пия Августа Баварского (1786—1837) и герцогини Амалии Луизы Аренбергской (1789—1823). Он обладал нелюдимым характером и жил уединённо в своём поместье Поссенхофен, приобретённом в 1834 году. Ко двору Максимилиан выезжал только на официальные или семейные церемонии, предпочитая жизнь в деревне.
В 1838 году Максимилиан совершил путешествие в Египет и Палестину. После поездки он написал книгу «Путешествие на Восток в 1838 году» (Wanderung nach dem Orient im Jahre 1838). Он собрал множество сувениров, которые привез в Баварию и выставил в доме своего отца, где их можно увидеть и сегодня. Среди экспонатов — мумия молодой женщины, головы трёх мумий, несколько мумий животных и камни из могил и храмов.
Максимилиан был одним из самых видных покровителей баварской народной музыки XIX века. Под его влиянием цитра стала расцениваться как национальный музыкальный инструмент Баварии. Он сам играл на цитре и сочинял музыку. Его свита исполняла йодль даже во время подъёма на пирамиду Хеопса.
Под псевдонимом Фантазус им были изданы несколько драм и новелл.

## Семья
Максимилиан женился 9 сентября 1828 года в Тегернзе на Людовике Баварской (1808—1892) из династических соображений. Он не уделял внимания своей жене, считая, что та должна только рожать детей и заниматься хозяйством. Людовика, дочь короля Баварии Максимилиана I, чувствовала себя обиженной свадьбой с человеком ниже её рангом, так как её сестры вышли замуж за наследных принцев.
У супругов родилось 8 детей:
- Людвиг Вильгельм (1831—1920), герцог Баварский, в 1859 году морганатически женился на Генриетте Мендель и отказался от своих прав.
- Елена Каролина Тереза (1834—1890), герцогиня Баварская и принцесса Турн-и-Таксис, в 1858 году вышла замуж за Максимилиана Антона Турн-и-Таксиса.
- Елизавета Амалия Евгения (Сисси) (1837—1898), герцогиня Баварская и императрица Австрии, в 1854 году вышла замуж за императора Австрии Франца Иосифа I[4].
- Карл Теодор (1839—1909), герцог Баварский, в 1865 году женился на Софии Саксонской, вдовцом женился в 1874 году на инфанте Марии Жозефине Португальской.
- Мария София Амалия (1841—1925), герцогиня Баварская и королева Обеих Сицилий, в 1859 г. вышла замуж за Франциска II, короля Обеих Сицилий[4].
- Матильда Людовика (1843—1925), герцогиня Баварская и графиня де Трани, в 1862 году вышла замуж за графа Луиджи Бурбон-Сицилийского.
- София Шарлотта Августа (1847—1897), герцогиня Баварская, Алансонская и Орлеанская, в 1868 году вышла замуж за герцога Фердинанда Алансонского.
- Максимилиан Эмануэль (1849—1893), герцог Баварский, в 1875 году женился на Амалии Саксен-Кобург-Готской.